# Província de Rímini
La província de Rímini (en italià Provincia di Rimini i en romanyol Pruvenza ad Rémin o Remne) és una província que forma part de la regió d'Emília-Romanya dins Itàlia. La seva capital és Rímini.
Limita al sud amb les Marques (província de Pesaro i Urbino) i amb la República de San Marino, a l'est pel mar Adriàtic, al nord amb la província de Forlì-Cesena, i a l'oest amb la Toscana (Província d'Arezzo).
Té una àrea de 921,77 km², i una població total de 336.285 hab. (2016). Hi ha 25 municipis a la província.
La província de Rimini es va crear al 1992, a partir de part del territori de la llavors província de Forlì que es va convertir al mateix temps, la província de Forlì-Cesena.
El 2009 es va ampliar amb la incorporació de set municipis de la Valmarecchia: Casteldelci, Maiolo, Novafeltria, Pennabilli, San Leo, Sant'Agata Feltria i Talamello, fins llavors incloses en el territori de la província de Pesaro i Urbino, a la regió de Les Marques.